# أوزوالد بول
أوزوالد بول (بالألمانية: Oswald Pohl)‏ هو سياسي ألماني، ولد في 30 يونيو 1892 في دويسبورغ في ألمانيا، وتوفي في 8 يونيو 1951 في ألمانيا بسبب شنق. حزبياً، نشط في الحزب النازي. وقد انتخب أوبر غروبن فوهرر وانتخب عضو مجلس النواب الألماني من ألمانيا النازية.

## روابط خارجية
- أوزوالد بول على موقع مونزينجر (الألمانية)